# Sebastián Palacios
Sebastián Alberto Palacios (* 20. Januar 1992 in San Miguel de Tucumán, Argentinien) ist ein argentinischer Fußballspieler. 

## Karriere
Palacios begann seine Karriere im Alter von 11 Jahren in den Jugendakademie des Traditionsvereins Boca Juniors. Mit 21 Jahren debütierte er in der ersten Mannschaft und bestritt innerhalb von zwei Monaten sechs Pflichtspiele. Im Sommer 2013 wurde er an Unión de Santa Fe, einen Klub der Primera Nacional, ausgeliehen, wo er mit 39 Einsätzen und neun Toren ein Schlüsselspieler war. Eine Saison später lieh ihn Boca an Arsenal de Sarandí aus. Nach 18 Einsätzen und zwei Toren in sechs Monaten kehrte er im Januar 2015 zu den Boca Juniors zurück. Am Ende der Saison 2015 war er mit 30 Einsätzen, sechs Toren und drei Vorlagen beim Gewinn des Meistertitels der Primera División einer der Protagonisten der Saison. In der ersten Hälfte des Jahres 2016 war er mit 19 Einsätzen und zwei Toren erneut ein Schlüsselspieler.
Über Club Atlético Talleres wechselte Palacios 2018 für eine Ablösesumme von ca. 4,9 Mio. Euro nach Mexiko zu CF Pachuca und absolvierte dort 28 Erstligaspiele in welchen er sieben Tore erzielte. 2019 kehrte Palacios nach Argentinien zurück und spielte bis 2021 bei CA Independiente sowie den Newell’s Old Boys.
Am 31. August 2021 unterzeichnete Palacios einen Dreijahresvertrag beim griechischen Erstligisten Panathinaikos Athen. In seiner ersten Saison etablierte er sich als Stammspieler und absolvierte 35 Erstligaspiele, in welchen er elf Tore erzielen konnte und drei Torvorlagen gab. Mit einem 1:0-Finalsieg über PAOK Thessaloniki gewann er zudem mit Panathinaikos den griechischen Vereinspokal.

## Erfolge
- Argentinische Meisterschaft: 2015
- Copa Argentina: 2015
- Griechischer Pokalsieger: 2022, 2024